# La Bouteille
La Bouteille är en kommun i departementet Aisne i regionen Hauts-de-France i norra Frankrike. Kommunen ligger  i kantonen Vervins som ligger i arrondissementet Vervins. År 2022 hade La Bouteille 468 invånare.

## Befolkningsutveckling
Antalet invånare i kommunen La Bouteille
Referens: INSEE